# 拉塔姆峰
66°21′S 51°48′E / 66.350°S 51.800°E
拉塔姆峰（英語：Latham）是南極洲的山峰，位於恩德比地，處於安角東南面30公里和馬爾山西北面15公里，該山峰在1930年1月由探險隊被繪入地圖，以澳大利亞外交部長約翰‧拉塔姆命名。